# Colliget

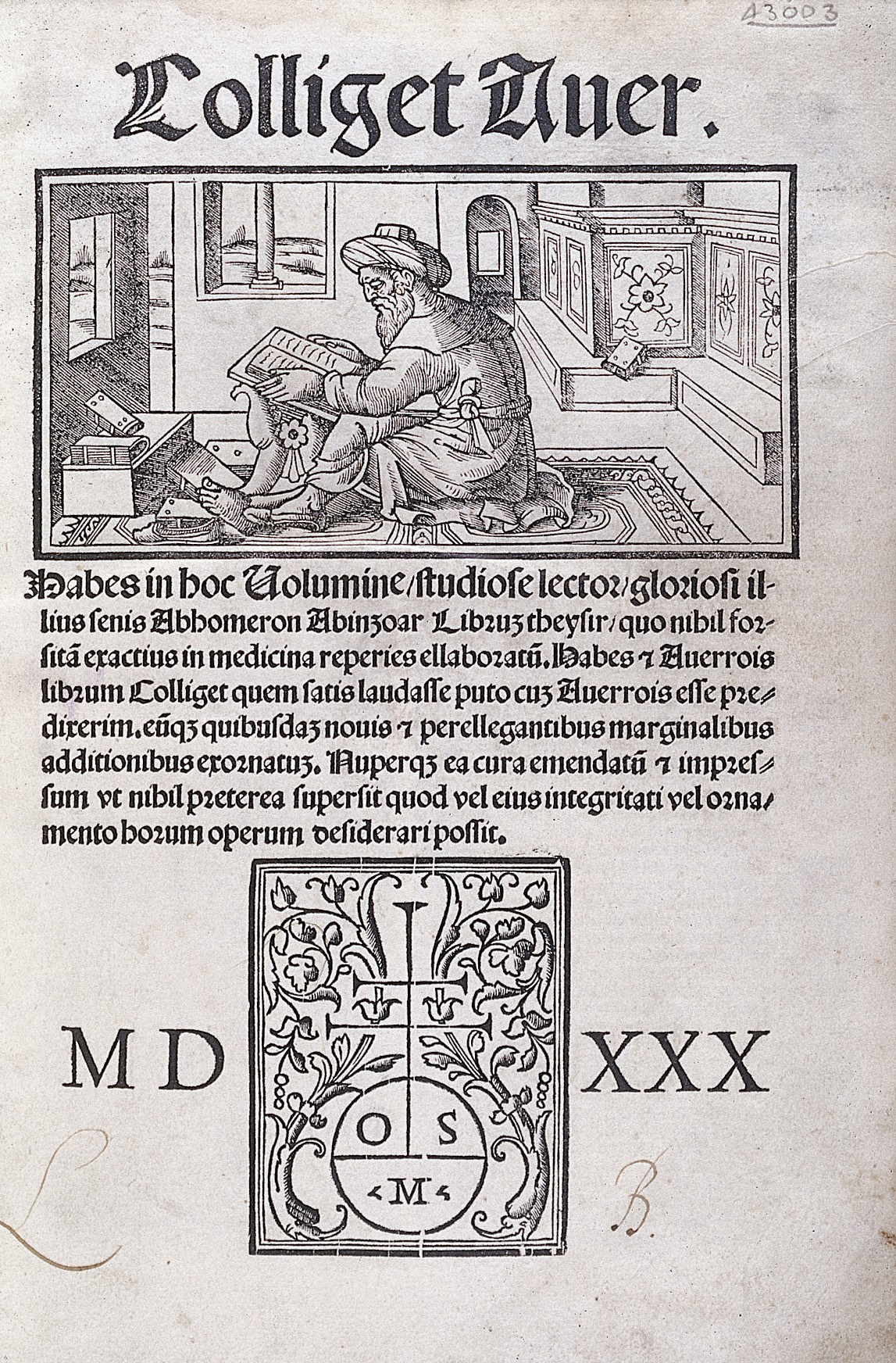
Avenzohar, "Colliget Averroys ...", 1530 Wellcome L0026358

En 1161, Averroès écrit le livre des Généralités sur la médecine, alors qu'il n'a que 35 ans, œuvre qu'il achève en 1166 avec son encyclopédie médicale portant le titre de Colliget, traduction en latin de son nom original Kitab al-kulliyat fil-tibb « Livre de médecine universelle ».

## Diffusion
L'ouvrage fut traduit en hébreu et en latin au XIIIe siècle en 1255 par Bonacosa, médecin juif de Padoue, sous le titre de Colliget et largement distribué après son impression à Venise en 1482 et 1560. Ce traité de médecine fit l'objet d'une grande diffusion en Europe et d'un enseignement jusqu'au XVIIIe siècle.

## Composition
L'ouvrage comporte sept livres :
Kitâb al-tashrîh (Anatomie), Kitâb al-sihha (Livre de la santé), Kitâb al-marad (Livre de la maladie), Kitâb al-alâmât (Livre des symptômes), Kitâb al-adwiya wa-l-aghdhiya (Drogues et aliments), Kitâb hifz al-sihha (L’hygiène), Kitâb shifa al-amrâd (La Thérapeutique).